# Ґао Лінвей
Ґао Лінвей (кит.: 高凌霨; піньїнь: Gāo Língwèi; 12 вересня 1870 — 4 березня 1940) — китайський державний і політичний діяч, президент Китайської Республіки в червні-жовтні 1923 року.

## Життєпис
На початку своєї кар'єри Ґао Лінвей брав участь у заходах, спрямованих на розвиток промисловості та створення системи освіти провінції Хубей. Після Учанського повстання 1911 року був змушений тікати до Шанхая. Наступного року він вступив до лав партії Гунхедан, що 1913 року влилась до складу Гоміньдану. Від 1913 Ґао Лінвей брав участь у заходах центрального пекінського уряду зі створення в кожній провінції відділень національного банку й очолив фінансовий комітет провінції Чжилі. 1915 року став верховним радником при генерал-губернаторі Північно-Східного Китаю.
Коли 1917 року в Китаї вперше було скликано парламент, Ґао Лінвей був обраний делегатом від провінції Чжилі. 1920 року він став заступником міністра торгівлі в недовговічному уряді Цзінь Юньпена. У подальших кабінетах він зазвичай обіймав посади міністра фінансів, торгівлі чи внутрішніх справ, а 1923 року навіть кілька місяців був президентом Китайської Республіки. Після того, як Цао Кунь шляхом підкупу депутатів був обраний на пост президента, Ґао Лінвей став при ньому прем'єр-міністром. Коли в жовтні 1924 року війська Фен Юсяна повалили Цао Куня, Ґао Лінвей утік до Тяньцзіня, а потім — до Шанхая.
1926 року Ґао Лінвей повернувся з Шанхая до Тяньцзіня й оселився на території японської концесії, де наблизився до сина Чжан Чжидуна Чжан Яньціна (майбутнього міністра закордонних справ Маньчжурської держави), брав участь у діяльності «Китайсько-японського товариства спільного шляху». В 1930-их роках Ґао Лінвей активно співпрацював із секретними службами Японії, 1935 року ввійшов до складу Хебейсько-Чахарської політичної ради. Коли 1937 року почалась японсько-китайська війна, і Ван Кемінь створив на окупованих територіях Північного Китаю ляльковий про японський уряд, Ґао Лінвей увійшов до його складу як голова Спеціальної ради з підтримання порядку в Тяньцзіні (тобто, мер Тяньцзіня), а 17 грудня 1937 року японці зробили його ще й губернатором провінції Хебей.
Ґао Лінвей помер 1940 року через серцевий напад.